# Naichen
Naichen ist ein Gemeindeteil des Marktes Neuburg an der Kammel im schwäbischen Landkreis Günzburg in Bayern.

## Geographie
Das Dorf liegt im Kammeltal, knapp zwei Kilometer nördlich von Neuburg an der Kammel. Im Süden mündet der Haselbach in die Kammel. Es besteht aus Unternaichen und dem kleineren Obernaichen in etwa 400 m Entfernung.
Die Staatsstraße 2024 von Neuburg nach Burgau durchquert beide Ortsteile.

## Geschichte
Naichen wurde auch Aichhöfe oder Eichhöfe genannt. Im Jahre 1335 übergab Jakob von Billenhausen ein Gut zu „Aychen“ an das Kloster Edelstetten. Nach dem Einkünfteverzeichnis des Klosters Ursberg von 1384 gehörten zwei Höfe in Naichen zur Kirche in Langenhaslach.
Obernaichen
Die Ulmer Bürger Heinrich und Jos Besserer kauften 1427 von Konrad Hötsch von Blaichen das Vogteirecht am oberen Hof zu Naichen und verkauften diesen Hof 1444 an das Kloster Edelstetten. 1652 wurde der Hof zu Obernaichen in zwei Höfe geteilt. Diese blieben bis zur Säkularisation im Besitz des Klosters.
Unternaichen
Unternaichen war Lehen der Markgrafschaft Burgau und besaß die Hohe Gerichtsbarkeit. 1572 wurde der Ort an Karl Welser verliehen. Nach dessen Tod ging das Lehen 1587 an die Brüder Karl und Jaroslaw von Kolowrat über, die es 1588 an Ferdinand Vöhlin von Frickenhausen (1556–1603) auf Neuburg verkauften. Ludwig Karl Vöhlin verkaufte Unternaichen 1719 an das Kloster Wettenhausen, wo es bis zur Säkularisation blieb.

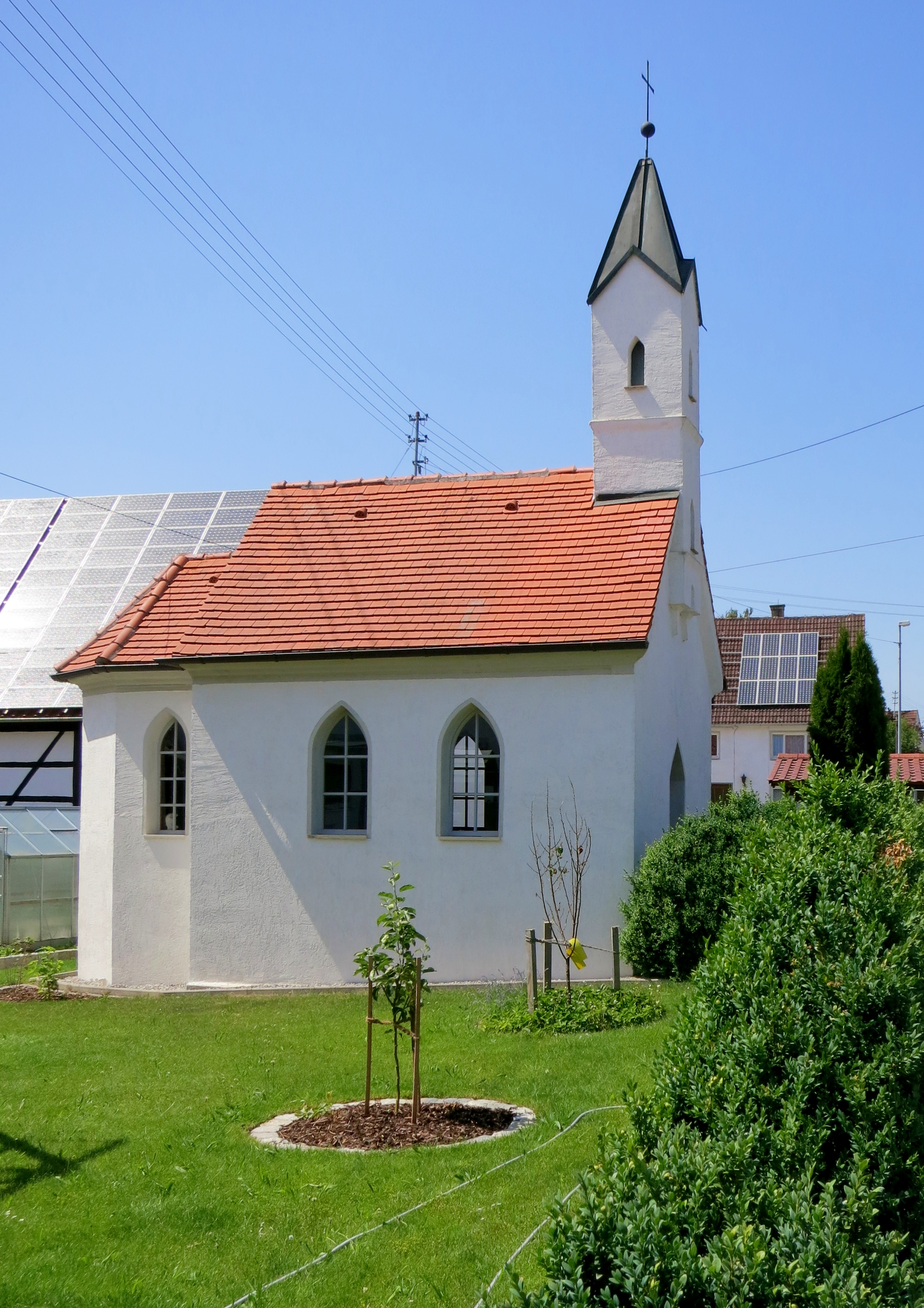
Kapelle in Naichen

Naichen war bis zur Gebietsreform in Bayern ein Gemeindeteil der Gemeinde Langenhaslach. Am 1. Mai 1978 wurden beide in die Gemeinde Neuburg an der Kammel eingegliedert.

## Baudenkmäler
- Kapelle, erbaut 1875
- Hammerschmiede Naichen